# Zostérops doré
Vous lisez un « bon article » labellisé en 2013.
Cleptornis marchei
Genre
Espèce
Synonymes
- Ptilotis marchei Oustalet, 1889 (protonyme)

Statut de conservation UICN

 CR A3e+4e : 
En danger critique
Le Zostérops doré (Cleptornis marchei), autrefois considéré comme un Meliphagidae, est une espèce d'oiseaux aujourd'hui considérée comme appartenant à la famille des Zosteropidae, même si sa position exacte y est imprécise. Seule du genre Cleptornis, l'espèce est uniquement présente sur les îles de Saipan et Aguijan dans les îles Mariannes du Nord, où elle est sympatrique et en concurrence avec le Zostérops bridé (Zosterops conspicillatus). Le Zostérops doré a, comme son nom l'indique, le plumage doré, et un cercle oculaire pâle. Il se nourrit d'insectes, de fruits et de nectar, et s'alimente en couples ou en petits groupes familiaux. L'oiseau est monogame et la femelle pond deux œufs dans un nid en forme de petite tasse.
Des traces fossilisées prouvent que le Zostérops doré était autrefois présent sur les îles de Tinian et Rota, mais en a disparu, certainement à cause de l'impact des activités humaines. Malgré son abondance actuelle sur Saipan et Aguijan, et le fait qu'il y présente les plus fortes densités jamais enregistrées pour un oiseau, il est considéré comme en danger critique d'extinction. Il est menacé par une espèce invasive, le serpent Boiga irregularis, qui s'est récemment établi à Saipan et s'y propage. Ce prédateur est susceptible de causer un déclin rapide de la population s'il n'est pas contrôlé. Des efforts sont en cours pour limiter la propagation des serpents et élever le Zostérops doré en zoos.

## Description
Le Zostérops doré diffère des autres zostérops par ses grands yeux et par la présence d'une longue plume primaire à l'extrémité de l'aile, alors qu'elle est réduite chez les autres espèces. C'est un grand zostérops mesurant 14 cm de long pour environ 20 g. L'espèce a un plumage vif, uni, avec une tête jaune-orange pâle qui présente un cercle oculaire, un dos jaune-vert, des ailes et une queue dorées et un dessous orange. Le bec et les pattes sont également orange. Le plumage des mâles et des femelles est similaire, les mâles ne peuvent être différenciés des femelles que lors d'une observation très précise de la longueur des ailes, plus longues chez le mâle. Les juvéniles ont un plumage semblable aux adultes, mais légèrement plus terne, avec des taches brunâtres sur la face et le cou et des stries brun-jaune sur la poitrine. Les jeunes ont aussi un bec sombre et des pattes ternes.
Le Zostérops doré a une grande variété de cris. Le chant est un gazouillis rauque long, décrit dans la littérature anglophone comme un séé mé-can you séé mé-I can séé yóú-can you séé mé. L'espèce émet aussi de courts appels rauques et des sifflements lorsqu'elle vole en groupes. Les oisillons poussent des sifflements plaintifs quand ils quémandent la nourriture aux adultes.

## Comportement
Comme les autres zostérops, le Zostérops doré est diurne. Contrairement au Zostérops bridé (Zosterops conspicillatus), qui se nourrit en groupe et n'est pas territorial, le Zostérops doré s'alimente en couple ou en petits groupes familiaux composés d'un couple reproducteur et des jeunes peu après leur premier envol. Il est territorial et les couples chantent toute la journée pour signaler leur présence aux autres oiseaux. Le Zostérops doré se montre agressif envers le Zostérops bridé, plus petit, le chassant de ses sources de nourriture et des perchoirs et volant à travers les groupes pour les disperser. Même s'il pourchasse parfois d'autres passereaux forestiers, il est moins agressif à leur égard, et le Rhipidure roux (Rhipidura rufifrons), par exemple, suit de loin le Zostérops doré quand il cherche sa nourriture, afin d'attraper les insectes qu'il aura fait sortir de leurs caches. Si le Zostérops doré prend le dessus sur le Zostérops bridé et le Rhipidure roux, il est dominé par le Myzomèle de Micronésie (Myzomela rubratra) et est pourchassé par cette espèce. Il est aussi parfois chassé par le Rhipidure roux s'il s'approche trop près de son nid.

### Alimentation

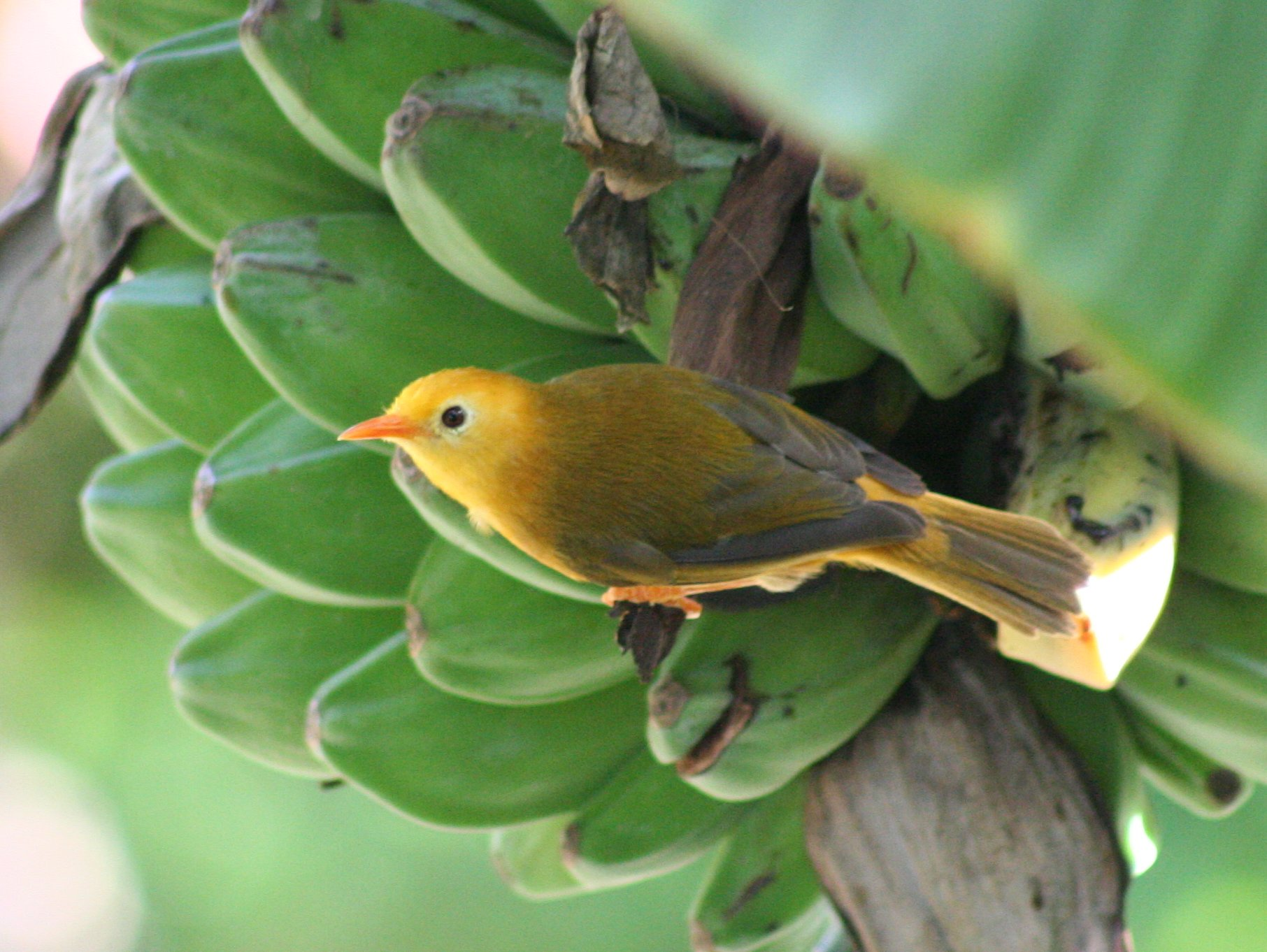
Zostérops doré se nourrissant sur un bananier.

Le Zostérops doré est un généraliste, se nourrissant de fruits, de baies et d'insectes. Le nectar entre également dans son régime alimentaire, et avec le Myzomèle de Micronésie et le Zostérops bridé, il pollinise diverses essences d'arbres, même s'il est moins important que d'autres espèces dans leur reproduction. Les insectes sont collectés sur l'écorce des arbres et sur les feuilles, ou attrapés au vol. Le Zostérops doré s'intéresse préférentiellement à certaines essences d'arbres lorsqu'il cherche sa nourriture. Ainsi Cynometra ramiflora, abondant dans les forêts, est l'espèce la plus appréciée, et est plus fréquemment visitée que Guamia mariannae, pourtant aussi répandue. L'aire de répartition du Zostérops doré chevauche celle du Zostérops bridé, mais ce dernier est plus spécialisé et il n'y a pas de concurrence entre les deux espèces. Dans la forêt, ils occupent des niches écologiques différentes, le Zostérops bridé (tout comme le Myzomèle de Micronésie) se nourrissant dans la canopée, tandis que le Zostérops doré la visite plus rarement et occupe les sous-bois et divers petits arbres et arbustes. Il partage le sous-étage avec le Rhipidure roux, qui a une technique d'alimentation différente. À plus petite échelle, une autre différence est visible avec le Zostérops bridé. Le Zostérops doré cherche ses proies sur les feuilles et les branches mortes, tandis que le Zostérops bridé préfère les glaner sur des feuilles vivantes. Le Zostérops doré est le plus généraliste de tous les passereaux forestiers de Saipan. On pense que la polyvalence de sa technique d'alimentation est une adaptation aux typhons, fréquents dans sa région d'origine et qui peuvent fortement altérer la structure de la forêt.

### Reproduction
La reproduction a lieu toute l'année à Saipan, où le comportement de nidification de l'espèce a été étudié, même si les nichées sont un peu plus fréquentes de mars à juillet. L'espèce est monogame. Les nids sont de simples coupes faites d'aiguilles de filaos, d'herbes et de diverses autres plantes. Ils sont placés a environ 2,9 m (entre 1,5 et 6,5 m) au-dessus du sol dans une grande variété d'arbres, dont ceux des genres Casuarina, Guamia, Cynometra, Leucaena et Citrus. Les nids sont la proie des autres espèces d'oiseaux, en particulier de la Stourne de Micronésie (Aplonis opaca) et du Martin-chasseur à collier blanc (Todiramphus chloris). En outre, Lamprolepis smaragdina, un scinque introduit sur l'île, a été observé mangeant le contenu des nids.
La couvée comprend généralement deux œufs, mesurant 20,3 × 15,1 mm. Ils sont vert pâle bleuté avec des taches rouges ou brunes concentrées à l'extrémité la plus large. Les deux parents participent à l'incubation, couvant chacun leur tour en prenant des relais d'environ 25 minutes. Cette espèce est extrêmement territoriale autour de son nid, chassant les autres oiseaux, notamment le Zostérops bridé, le Rhipidure roux et ses congénères. Les œufs éclosent environ deux semaines après la ponte. Les nouveau-nés sont nidicoles, c'est-à-dire nus et non autonomes. Les deux parents se partagent les tâches d'alimentation, et retirent les sacs fécaux pour garder le nid propre. Le régime alimentaire des oisillons est presque exclusivement composé d'insectes et de chenilles. Les jeunes quittent le nid environ 10 à 14 jours après l'éclosion. Après leur premier envol, ils peuvent rester quelque temps avec leurs parents pour former de petits groupes familiaux.

## Aire de répartition et habitat

Le Zostérops doré se rencontre sur les îles de Saipan et Aguijan dans les îles Mariannes du Nord.

Le Zostérops doré est endémique des îles Mariannes du Nord, dans l'ouest de l'Océan Pacifique, où on le trouve sur les îles de Saipan et Aguijan. À l'intérieur de son aire de répartition, il occupe une grande diversité d'habitats, naturels ou modifiés par l'Homme. Il est courant dans la forêt vierge, notamment sur sol calcaire, mais apparait également dans les broussailles et les banlieues des villes. À Saipan, les seuls habitats desquels il est absent sont les marais autour du lac Susupe et les savanes herbeuses.

## Taxinomie et systématique
Cette espèce était autrefois classée parmi les Meliphagidae. Elle est placée dans le genre Ptilotis par Émile Oustalet, un naturaliste français, quand celui-ci décrit l'espèce en 1889 (ce genre est maintenant considéré comme obsolète et n'est plus utilisé). Elle est ensuite transférée dans le genre Cleptornis, qui avait été provisoirement établi par Oustalet au cas où l'espèce se révélerait être distincte des autres Ptilotis. Les caractéristiques comportementales et morphologiques de l'oiseau conduisent l'ornithologue américain Harold Douglas Pratt à proposer, en 1987, de le placer parmi les Zosteropidae. Des études ultérieures ont corroboré l'idée suivant laquelle cette espèce était bien un zostérops. Il est vraisemblablement étroitement apparenté aux zostérops de Micronésie du genre Rukia, ou au Zostérops des Bonin (Apalopteron familiare), seule espèce du genre Apalopteron. Toutes ces espèces étaient autrefois classées parmi les méliphages puis ont été déplacées vers les zostérops. Le Zostérops doré a une dixième plume primaire longue, contrairement à d'autres zostérops chez qui cette plume est courte ou même absente.
Son nom générique, Cleptornis, est dérivé de l'ancien grec kleptes signifiant « voleur », et ornis, pour « oiseau ». Cela ne fait référence à aucun aspect du comportement du Zostérops doré, mais les îles Mariannes était autrefois appelées « îles des Voleurs ». Le nom spécifique, marchei, se réfère à l'explorateur et écrivain français Antoine-Alfred Marche, qui a collecté les spécimens originaux.

## Menaces et protection

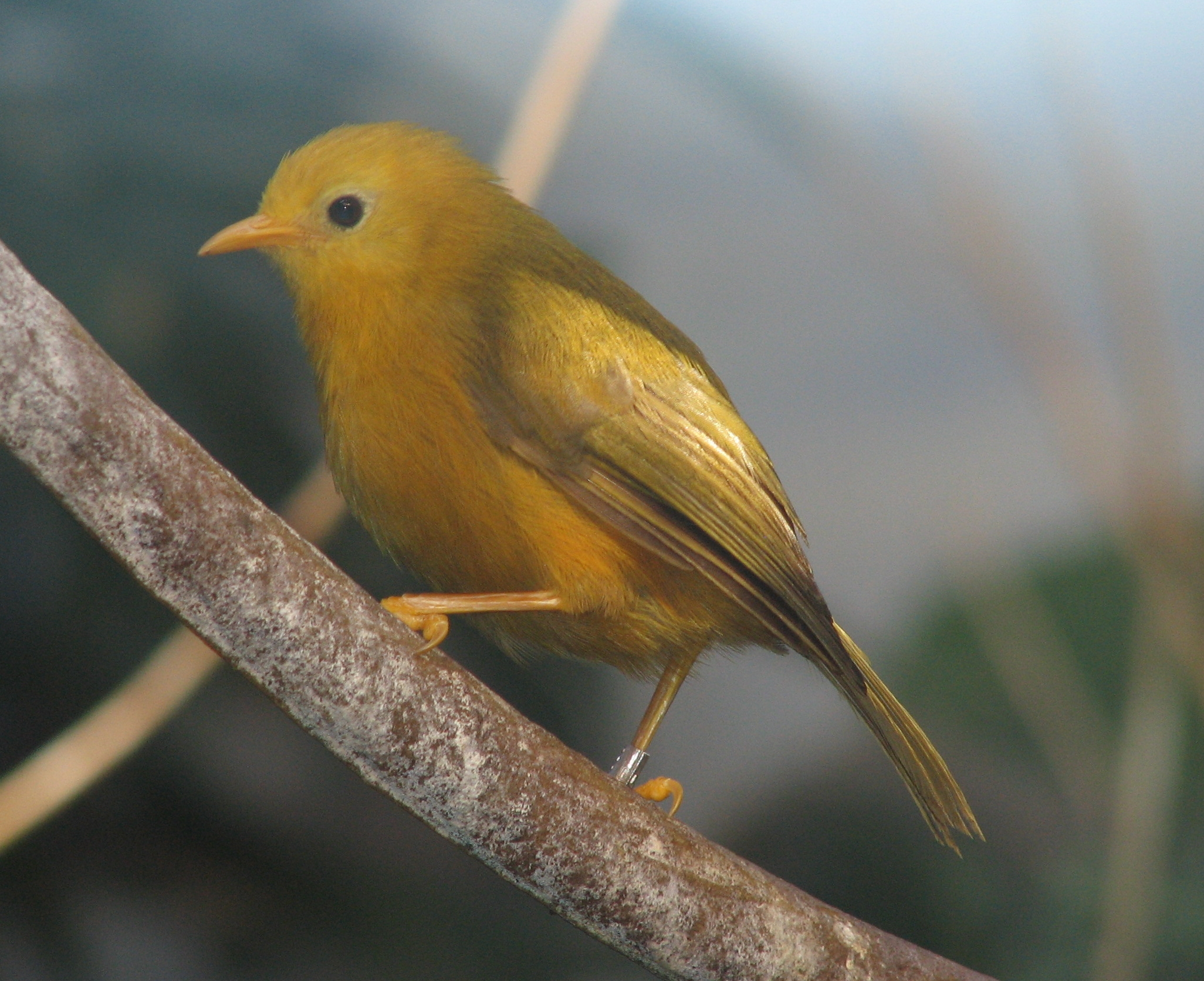
Certains zoos, comme celui de Louisville où cet individu a été photographié, tentent d'élever l'espèce en captivité pour assurer sa sauvegarde à long terme.

L'aire de répartition du Zostérops doré s'est considérablement réduite depuis l'arrivée des hommes dans les îles Mariannes. Des fossiles de cette espèce ont été trouvés sur les îles voisines de Tinian et Rota, et il a peut-être autrefois également existé à Guam et dans d'autres îles de l'archipel.
À l'heure actuelle le Zostérops doré est très courant, et une étude de 1996 a montré que la densité de sa population sur Saipan était parmi les plus élevées jamais enregistrées pour un oiseau, avec jusqu'à 2 095 oiseaux/km2. On pense que Saipan ne peut pas soutenir une population de Zostérops doré plus importante que celle qui vit actuellement sur l'île. Une étude de 2009, exploitant les résultats d'une enquête menée en 2007, a révélé que les effectifs de l'espèce avaient diminué entre 1982 et 2007, comme ceux de deux autres espèces de Saipan, le Rhipidure roux et la Rousserolle rossignol (Acrocephalus luscinius). Ces trois espèces sont insectivores et on pense par conséquent que c'est la disparition de son habitat où les insectes sont présents en grande quantité qui est à l'origine de ce déclin. Néanmoins la population totale du Zostérops doré reste importante, estimée à 72 000 oiseaux.
L'espèce est néanmoins évaluée comme en danger critique d'extinction par l'UICN parce que la population risque de subir un déclin rapide. La principale menace qui plane sur cette espèce est Boiga irregularis, une espèce de serpent originaire d'Australie, de Nouvelle-Guinée et de Salomon, qui a éliminé les 12 espèces d'oiseaux terrestres à Guam après y avoir été introduite accidentellement. Le serpent est arrivé récemment à Saipan, l'une des deux îles de l'aire de répartition du Zostérops doré, et celle qui présente la plus grande population. L'isolement de l'île d'Aguijan rend l'introduction de Boiga irregularis peu probable, mais la petite population est vulnérable car l'île a une superficie de seulement 718 ha, et si elle était directement touchée par un typhon la population de Zostérops dorés pourrait être anéantie d'un seul coup. Des efforts sont actuellement faits pour faire reproduire l'espèce en captivité et pour contrôler la population de serpents sur Saipan. Six zoos ont récemment reçu des spécimens de cette espèce et l'élevage a commencé en 2011. Les premiers oisillons naissent en captivité dès 2009 au zoo de Caroline du Nord. Les oiseaux issus de l'élevage en captivité seront introduits sur de nouvelles îles. En outre, 50 oiseaux de Saipan ont été déplacés vers Sarigan, une île où il n'y a pas de prédateur, et sont actuellement étudiés par des scientifiques travaillant à la sauvegarde de l'espèce.